# Marie-Hélène Panisset
Marie-Hélène Panisset ist eine kanadische Filmemacherin, Drehbuchautorin und Filmproduzentin. Für den Film Marguerite wurde sie, gemeinsam mit Marianne Farley 2019 für den Oscar in der Kategorie Bester Kurzfilm nominiert.

## Werdegang
Marie Hélène Panisset absolvierte eine Ausbildung in Klassischem Tanz. Anschließend studierte sie Kunstgeschichte und erhielt 1995 einen Bachelor-Abschluss in Kommunikation und Journalismus an der Concordia University. In den darauffolgenden zehn Jahren arbeitete sie als Artdirector für Film- und Fernsehwerbung. Daneben begann sie mit dem Schreiben von Drehbüchern. 2002 produzierte und inszenierte sie einen ersten Kurzfilm: „Le bonheur est dans les prés mais parfois c'est au fond d'un océan de souffrance qu'on finit par le trouver“. Es wurde 2004 beim HDFest als „Bester Kurzfilm“ ausgezeichnet. Im Kurzfilm Une femme de bien bonne humeur versuchte sie, Tanz und Film zu verbinden und die Geschichte dadurch dynamisch zu erzählen. Sie produzierte zwei Spielfilme sowie einen fiktionale Film sowie einen Dokumentarfilm, die in kommerziellen Kinos gezeigt wurden.
Als Produzentin für visuelle Effekte arbeitete sie an mehreren Serien und Spielfilmen mit, darunter The Young Victoria, Black Summer, Big Little Lies 2 und The Morning Show. Marie Hélène Panisset ist Mitglied der Association des Réalisateurs et Réalisatrices du Québec sowie der renommierten Academy of Motion Picture Arts and Sciences. Für den Film Marguerite wurde sie, gemeinsam mit Marianne Farley 2019 für den Oscar in der Kategorie Bester Kurzfilm nominiert.

## Filmografie (Auswahl)
Produzentin
- 2004: Le bonheur est dans les prés mais parfois c'est au fond d'un océan de souffrance qu'on finit par le trouver
- 2005: Magasin
- 2007: Une femme de bien bonne humeur
- 2007: Et si... l'espace d'un instant
- 2009: The Young Victoria
- 2009: Lucidité passagère
- 2014: Le dernier round
- 2016: A Moonless Night: Boat People, 40 Years Later
- 2017: Marguerite